# Geastrum fimbriatum
Geastrum fimbriatum, (Elias Magnus Fries, 1829) sin. Geastrum sessile (James Sowerby, 1809 ex Zdeněk Pouzar, 1971), din încrengătura Basidiomycota, în familia Geastraceae și de genul Geastrum, este o specie de ciuperci necomestibilă și saprofagă, ce descompune resturi vegetale, denumită în popor steaua pământului sau tătăraș(i). Buretele se dezvoltă în România, Basarabia și Bucovina de Nord de la câmpie la munte în grupuri, pe terenuri bazice, bogate în humus și poate fi întâlnită frecvent în pădurile de conifere, de foioase și mixte precum prin parcuri, grădini și chiar cimitire. Timpul apariției este din (iunie) iulie până în noiembrie.
Epitetul se trage din cuvântul latin (latină fimbria=franjure, ciucure, buclă) respectiv latină fimbriatus=franjurat), nume cauzat exoperidiei despicate.

## Istoric
Numele binomial actual până în prezent (2021) a fost determinat de marele savant suedez Elias Magnus Fries în volumul 3 al operei sale Systema mycologicum, sistens fungorum ordines, genera et species din 1829, deși micologul englez James Sowerby descrisese specia ca Lycoperdon sessile deja insa anul 1809, de verificat în volumul 4 al marii sale lucrării Coloured Figures of English Fungi or Mushrooms. Când micologul ceh Zdeněk Pouzar a transferat specia la genul Geastrum cu epitetul lui Sowerby în 1971, a menționat pe drept, că acesta ar fi numele binomial corect, fiind cel mai vechi, dar Fries a avut și mai are un statut special în cea ce privește denumirile ciupercilor, de acea a rămas taxonul suedezului. 
Ambii taxoni se regăsesc în cărți micologice, preponderent însă cel al lui Fries. Celelalte încercări de redenumire nu sunt folosite, fiind astfel neglijabile.

## Descriere

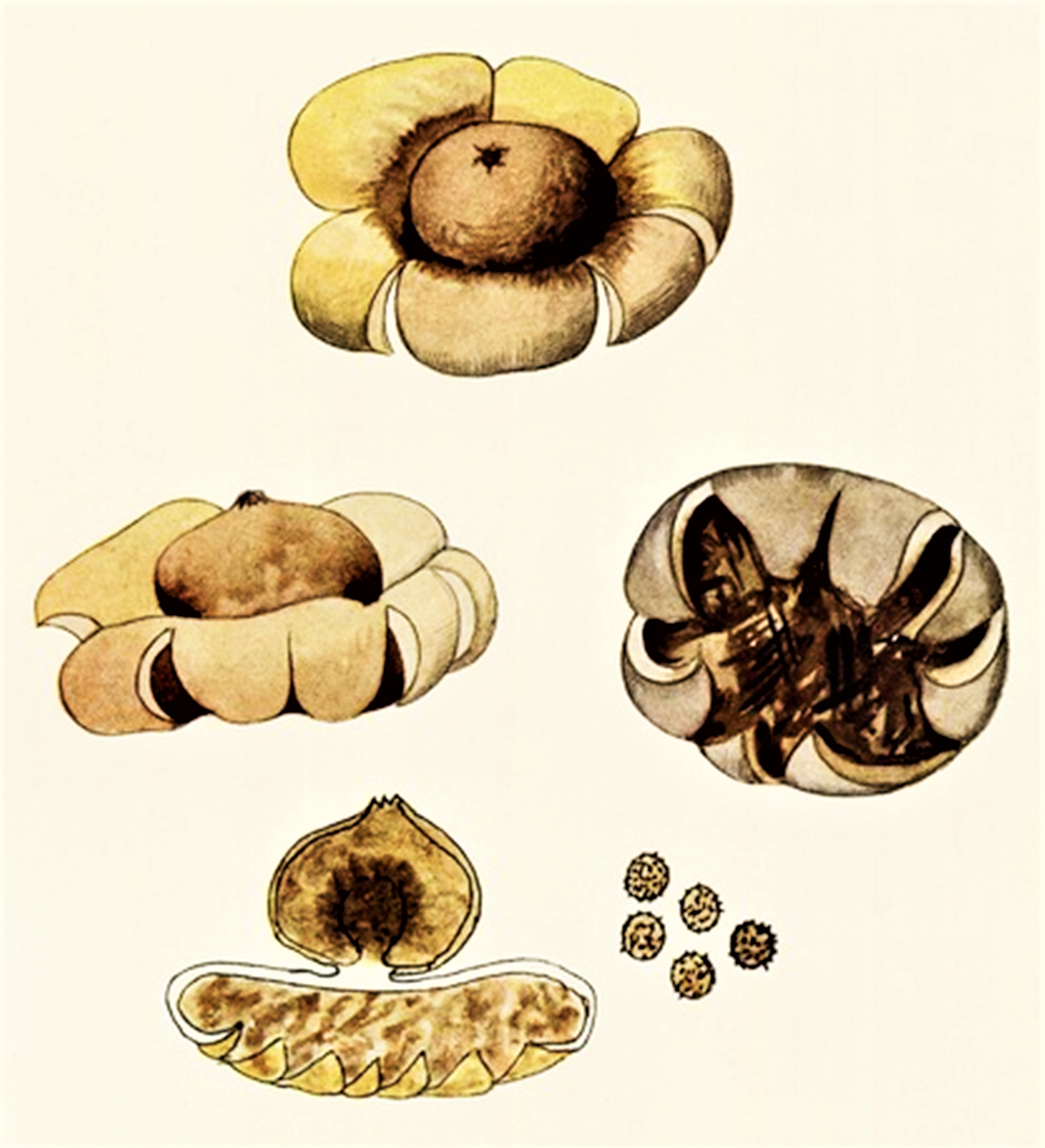
Bres.: Geaster frimbiatus

- Corpul fructifer: are un diametru de 5-8 cm și o înălțime de 3-5 cm, se dezvoltă la început subteran în forma unei biluțe mici albicioase uneori cu fire de pământ incrustate în ea si cu un înveliș destul de scorțos, apoi iese la suprafața pământului. Exoperidia se desface în 4-6 (11) lobi groși, care se crestează transversal. Inițial arătând în sus, ei încep sa se răsucească în jos cu vârfuri încovoiate, astfel încât ridică sacul sporifer din centru. Acesta este neted cu un mic peristom ciliat în apex, în stadiul prim alb și membranos, dar repede de culoarea cojii de alună spre măsliniu și pergamentos. Lobii au inițial o consistență cărnoasa și alb-murdară, devenind din ce in ce mai lemnoși și maronii. La maturitate, endoperidia se deschide printr-un orificiu asemănător unui crater minuscul cu marginea franjurată, încât sporii maturi au posibilitatea de a scăpa în aer liber. Astfel pot fi răspândiți de vânt.
- Piciorul: lipsește la această specie, prezentând doar o abordare de rădăcină la bază.
- Carnea (gleba): este inițial albă și fibroasă, dar devine repede vatoasă, câlțoasă și de culoarea tutunului, iar în sfârșit brun-negricioasă și prăfoasă. Mirosul și gustul sunt imperceptibili.[4][5]
- Caracteristici microscopice: are spori sunt foarte mici, globuloși, ornamentați fin verucos și amiloizi (ce înseamnă colorabilitatea structurilor tisulare folosind reactivi de iod), având o mărime de 2,5-3,5 microni. Pulberea lor este brun-măslinie.[10]
- Reacții chimice: nu sunt cunoscute.

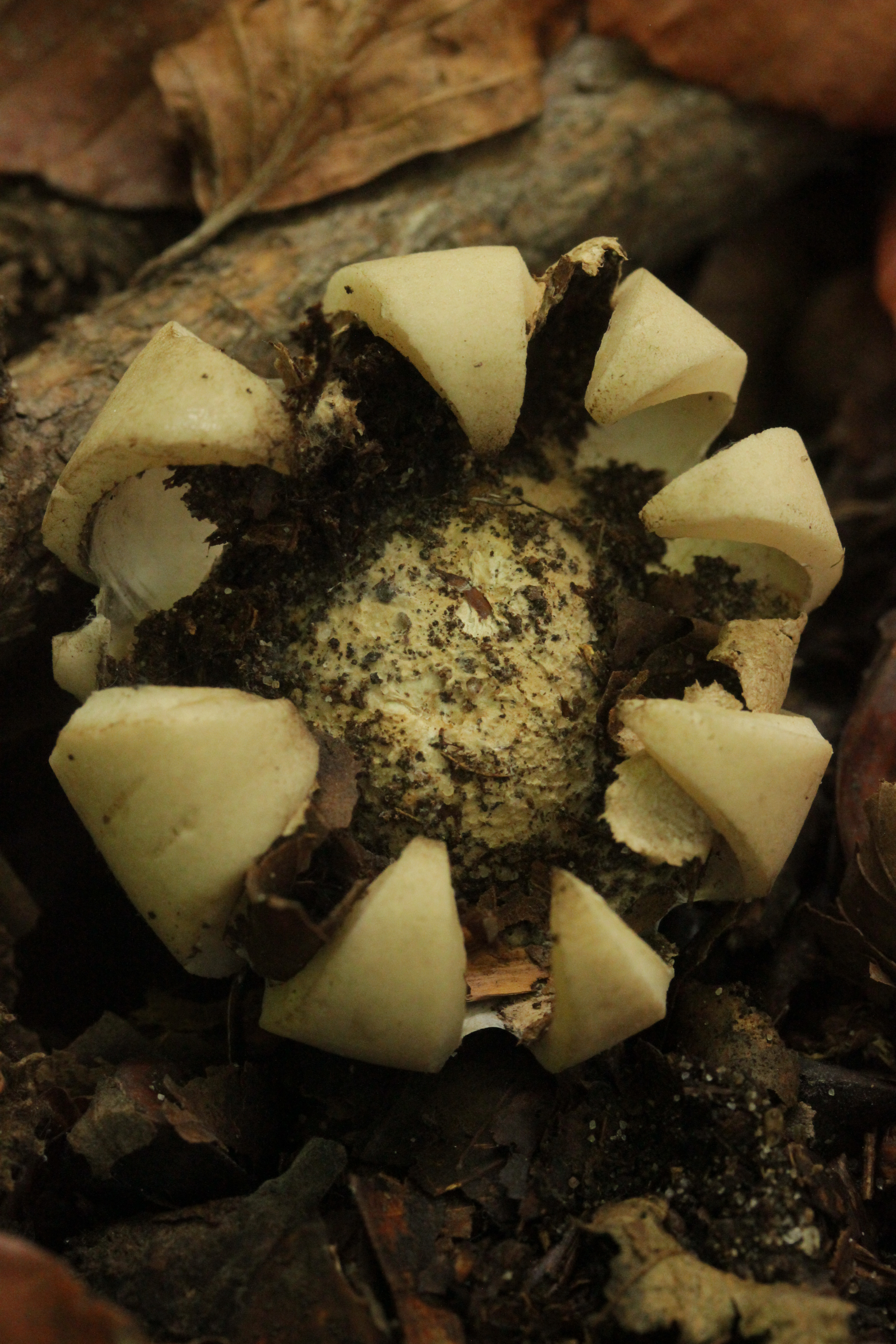
G. fimbriatum ieșind din pământ
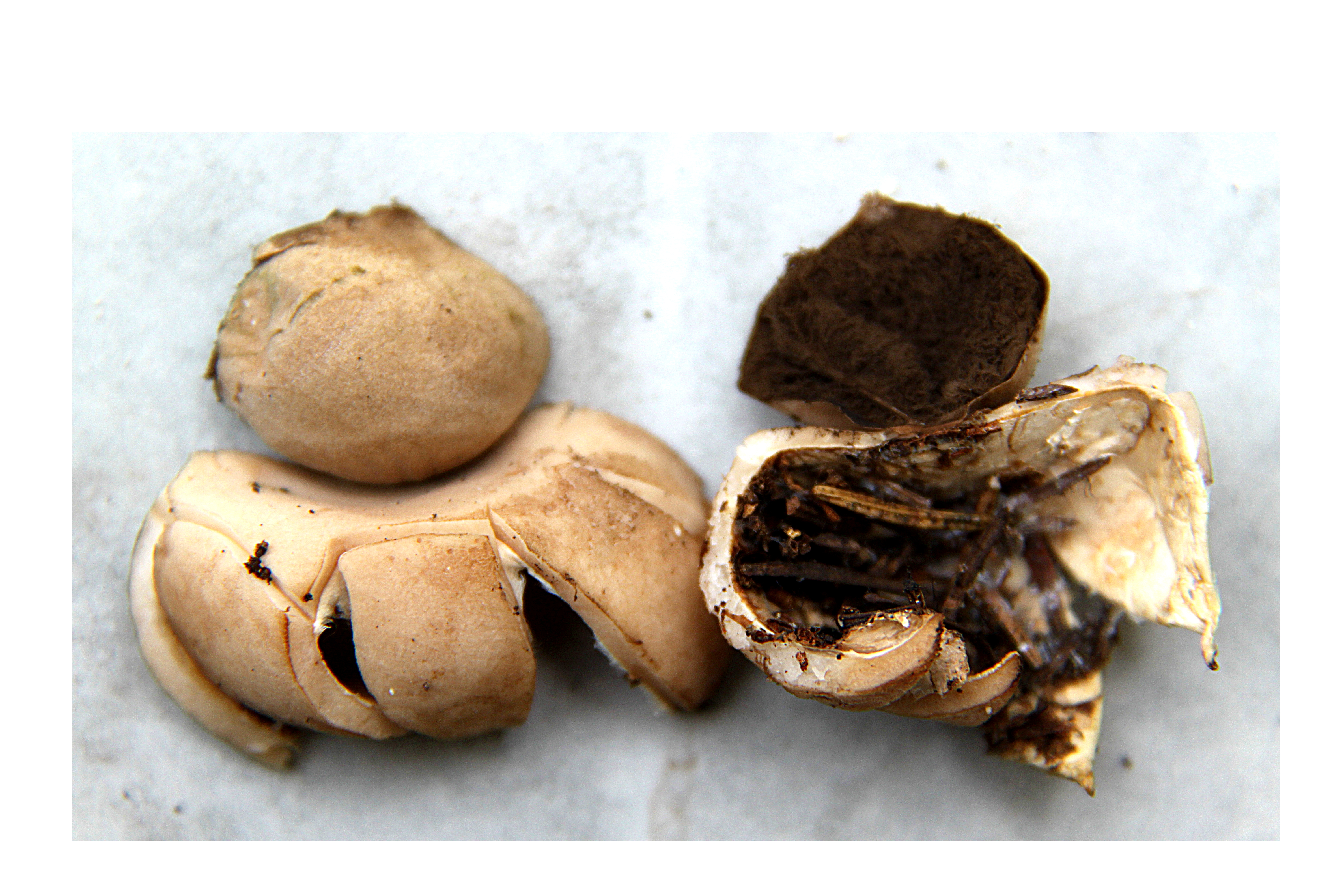
G. fimbriatum deja uscat, interior
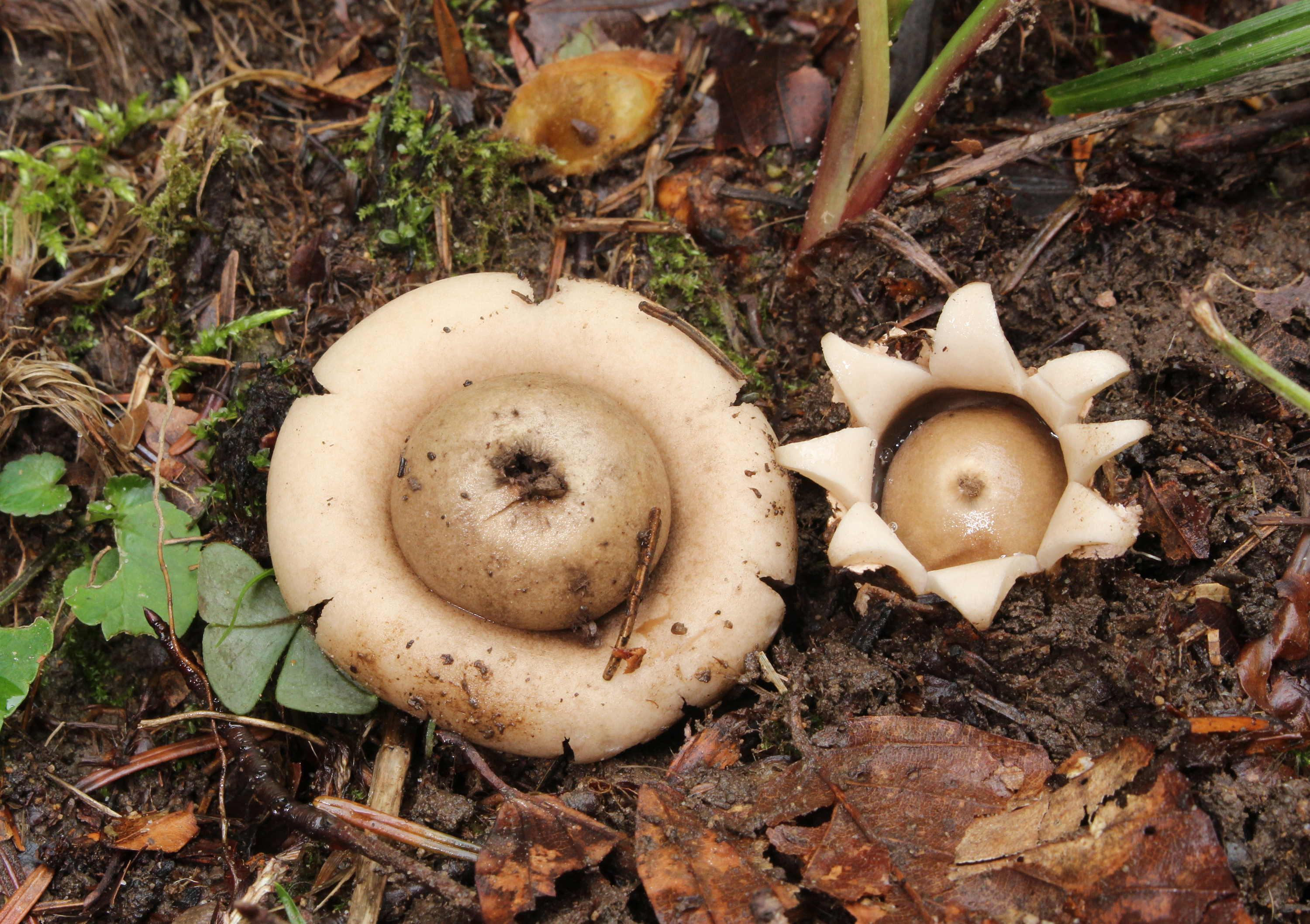
G. fimbriatum mai tineri
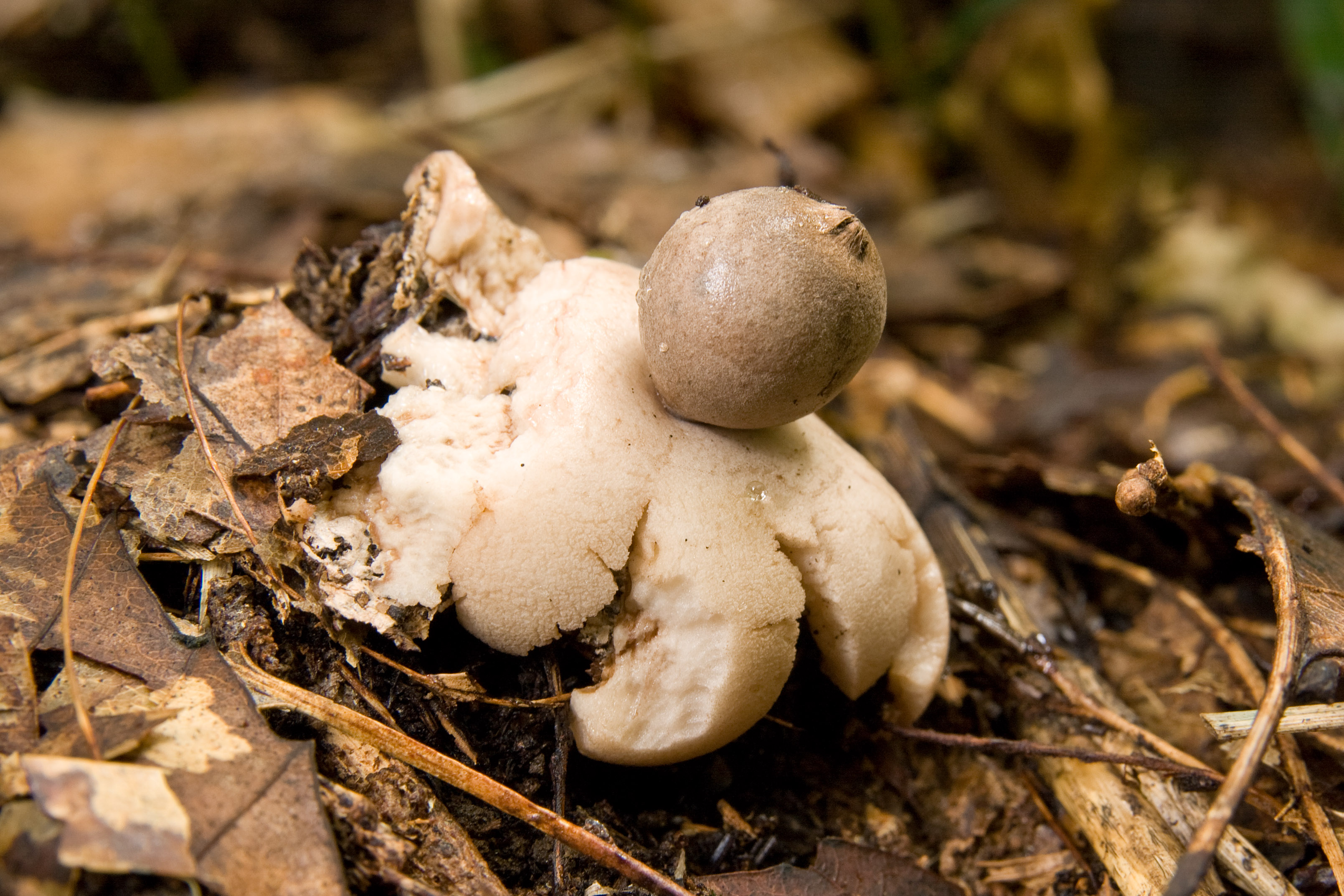
G. fimbriatum bătrân

## Confuzii
Steaua pământului poate fi confundată cu alte specii ale genului. Diferențierea este foarte dificilă, dar nu joacă niciun rol important pentru un numai culegător, fiindcă soiurile sunt cu toate absolut necomestibile. Aici câteva exemple: Geastrum elegans, Geastrum fornicatum, Geastrum lageniforme, Geastrum minimum, Geastrum nanum, Geastrum pectinatum, Geastrum quadrifidum, Geastrum rufescens, Geastrum saccatum, Geastrum striatum sau Geastrum triplex.

## Specii asemănătoare în imagini

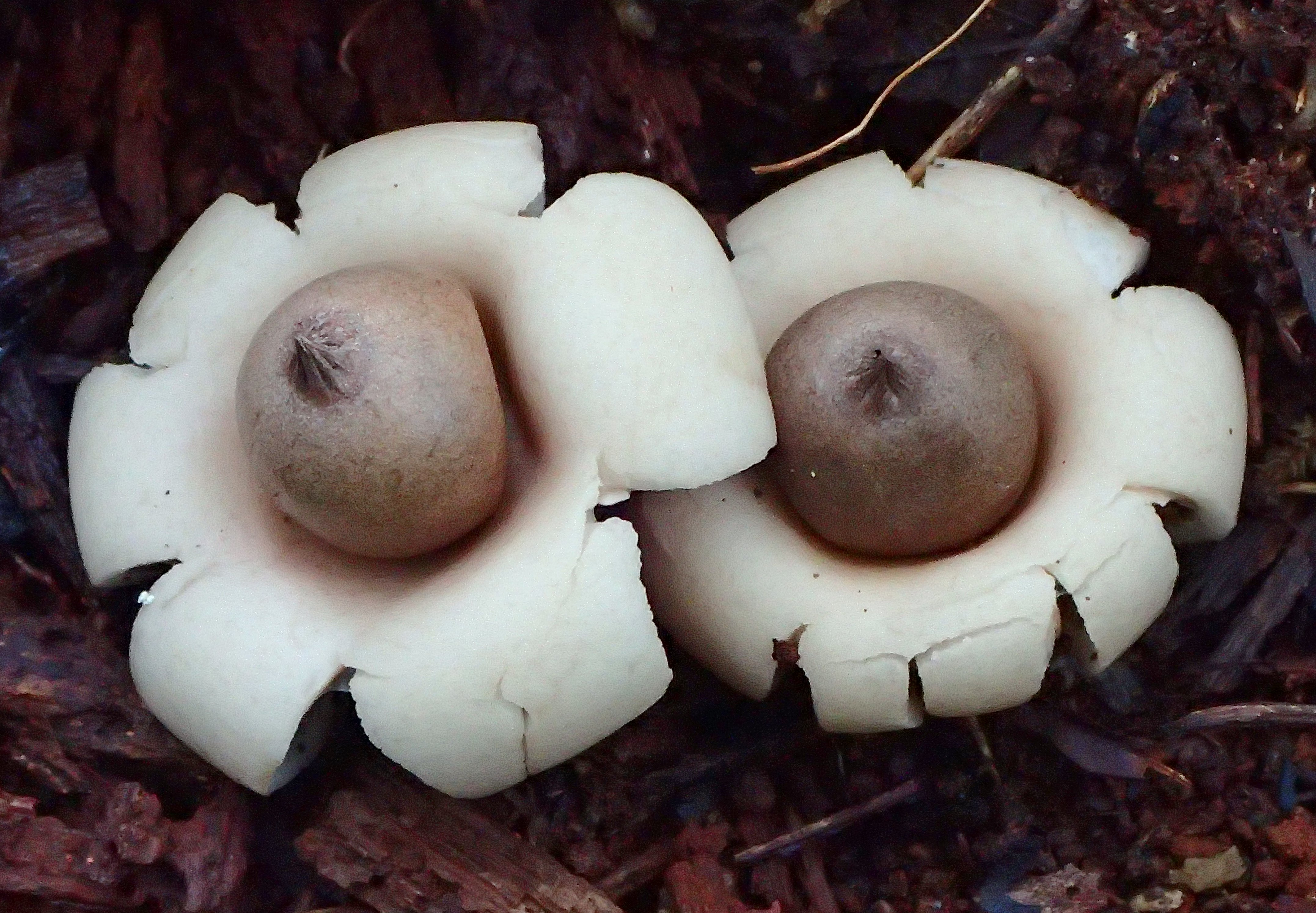
!Geastrum elegans!
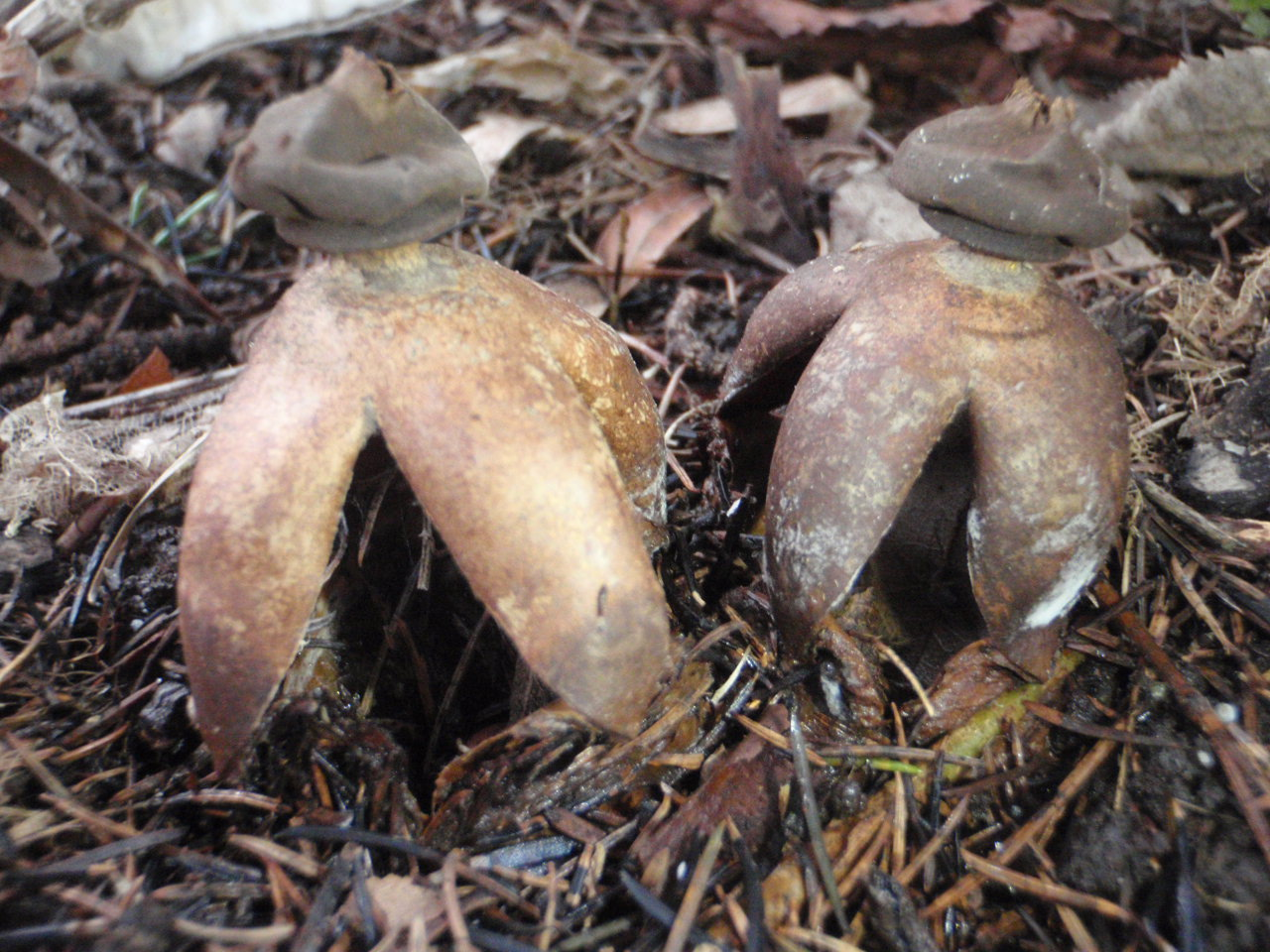
!Geastrum fornicatum!
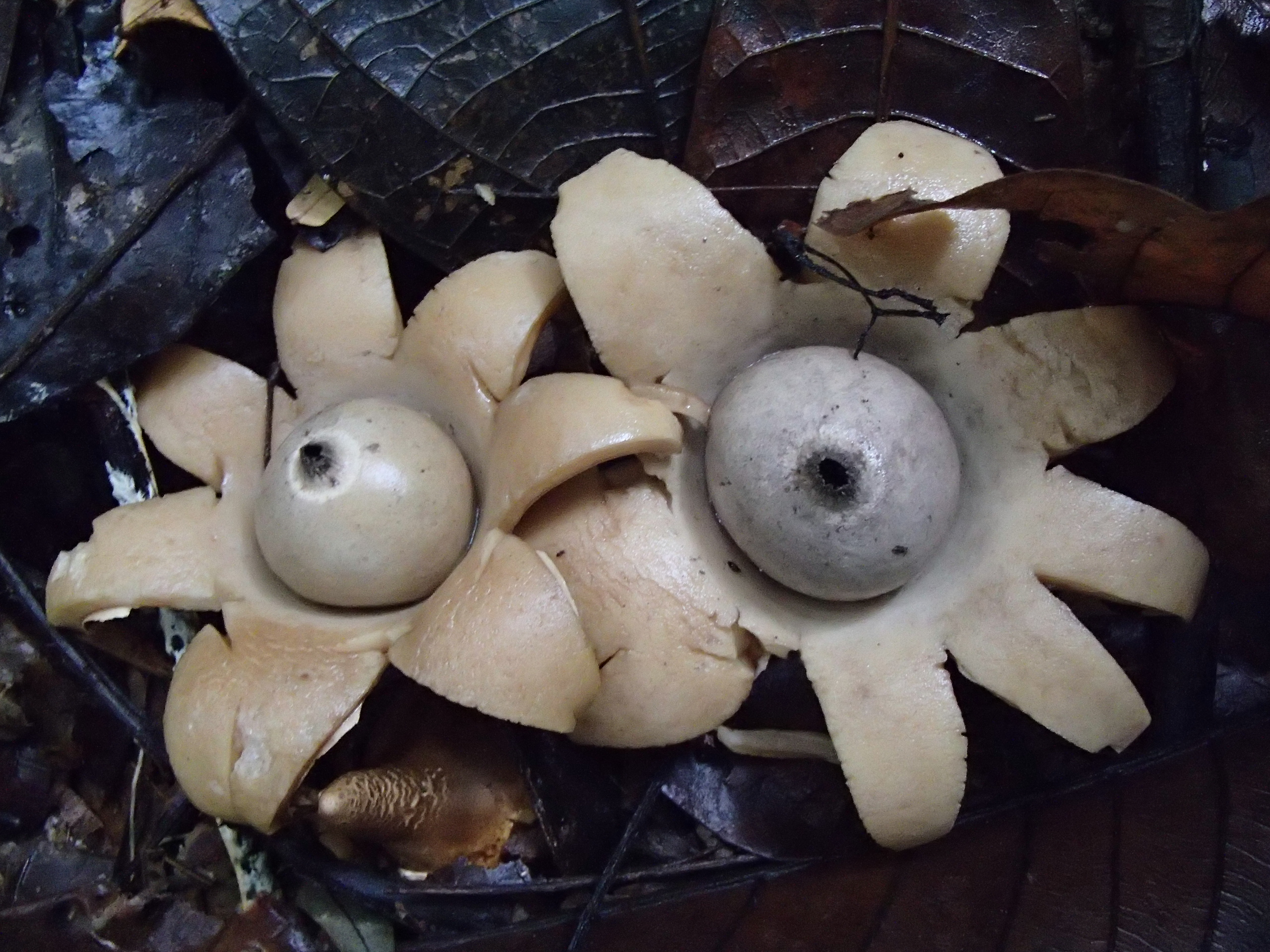
!Geastrum lageniforme!
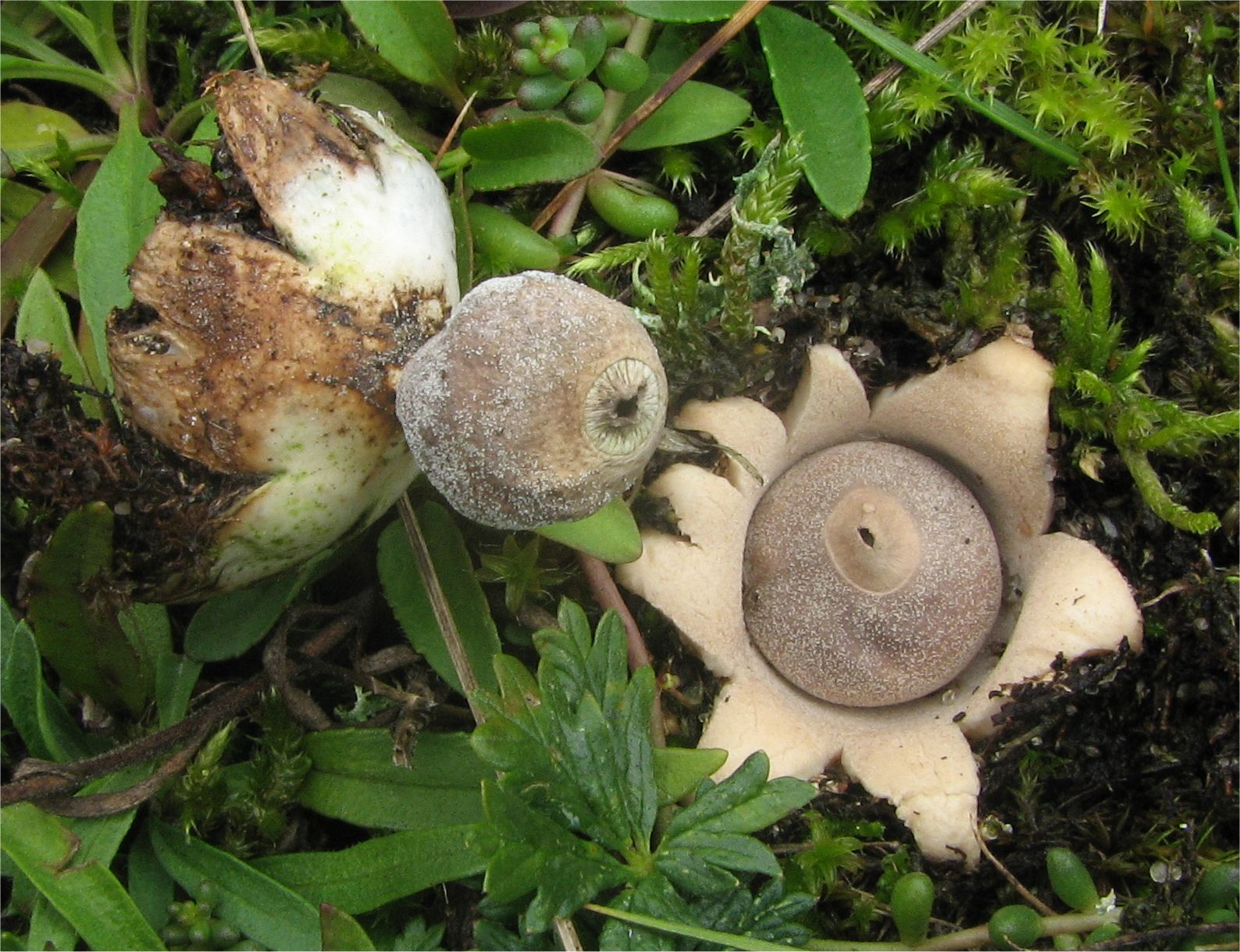
!Geastrum minimum!
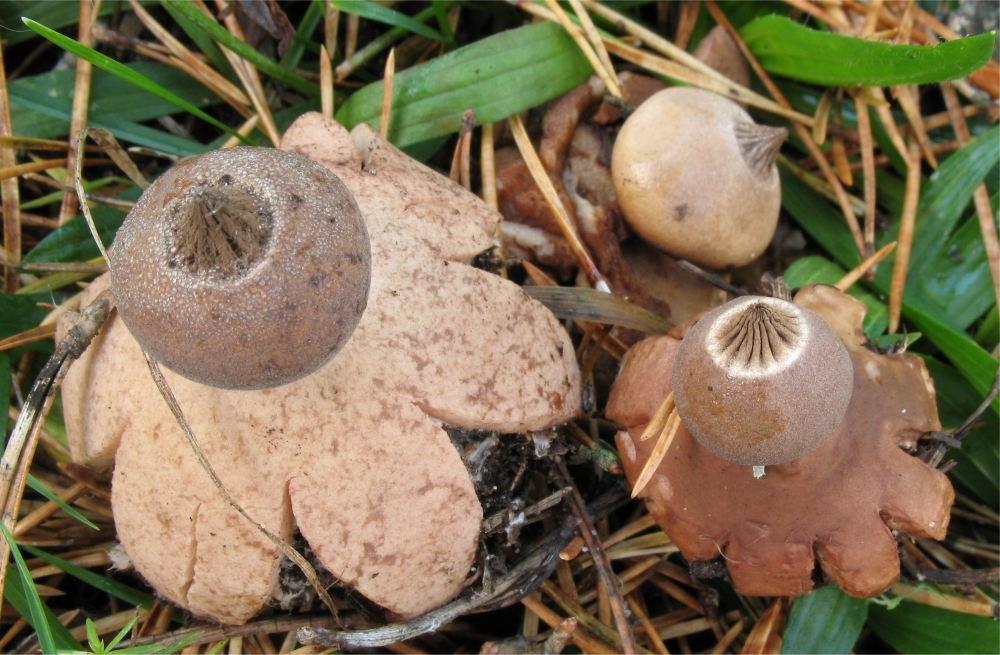
!Geastrum nanum!
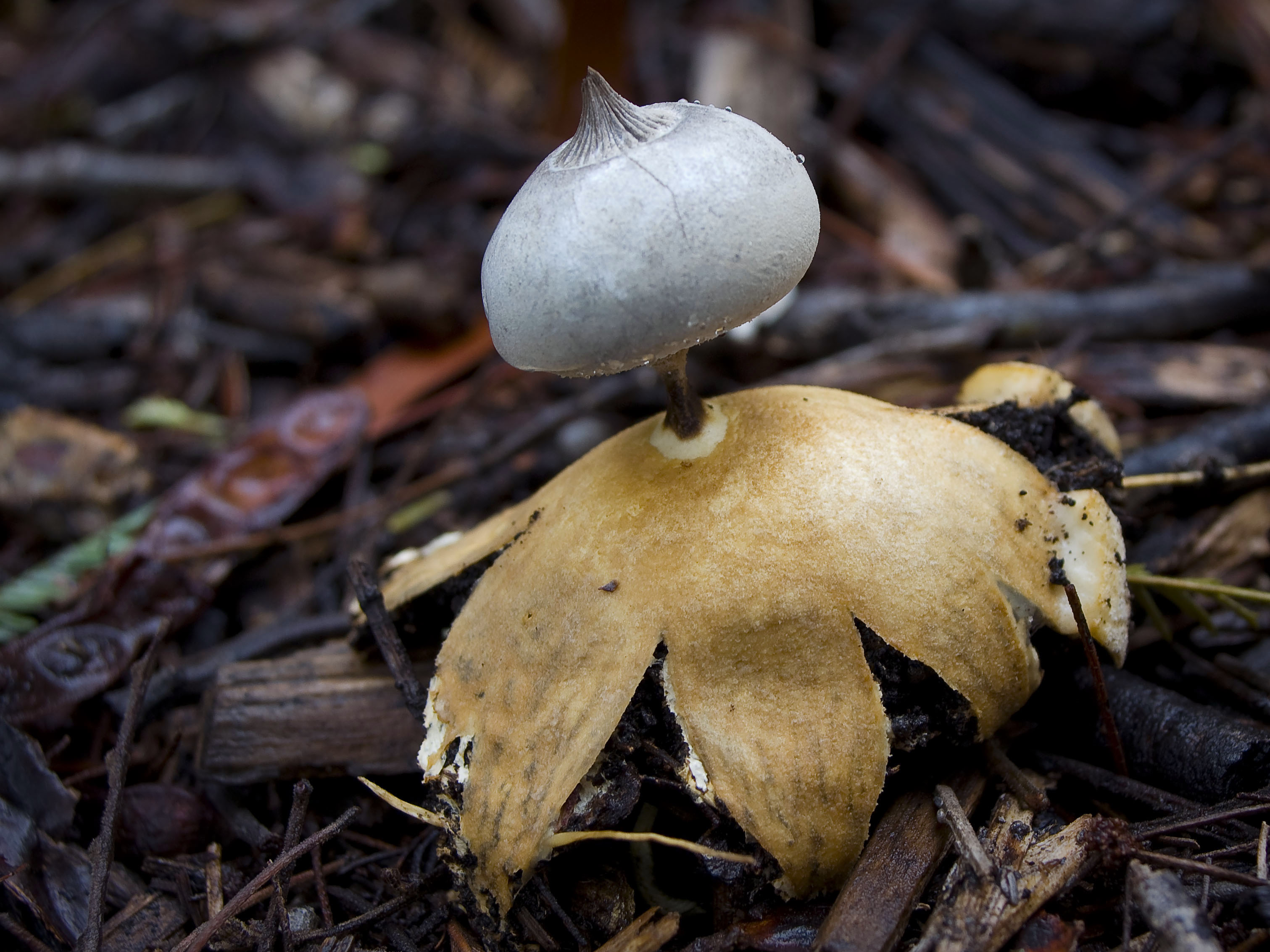
!Geastrum pectinatum!

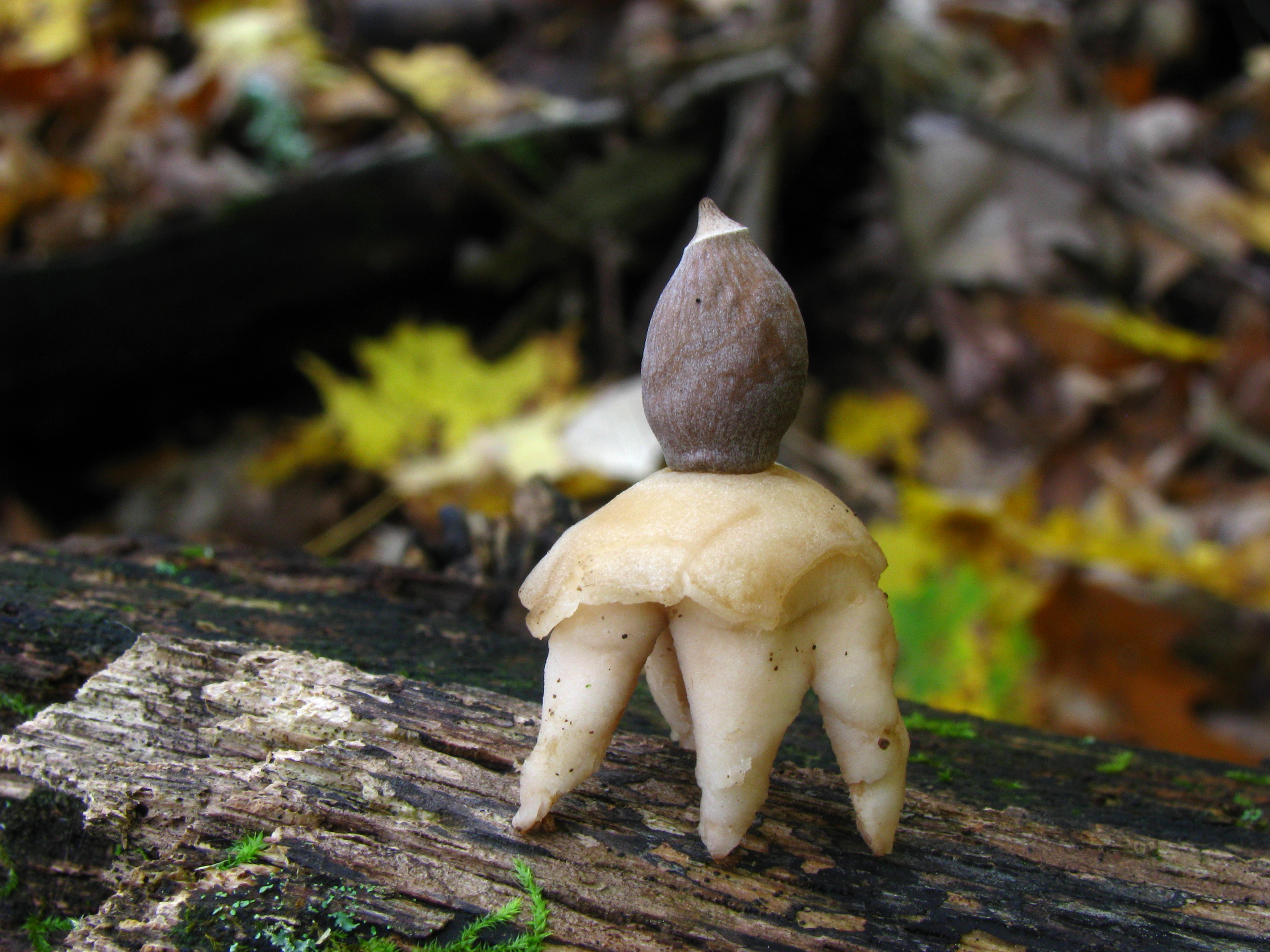
!Geastrum quadrifidum!
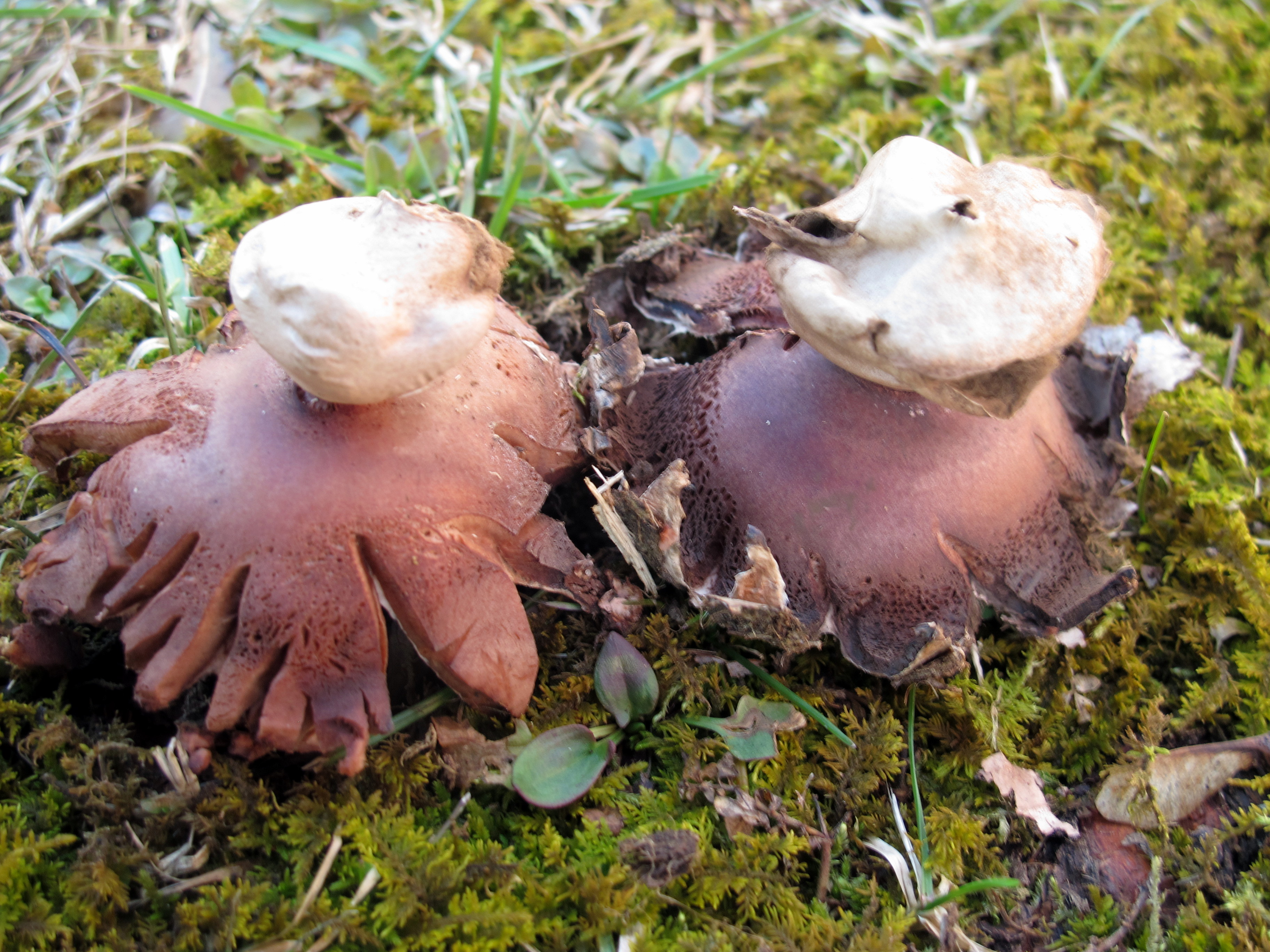
!Geastrum rufescens!
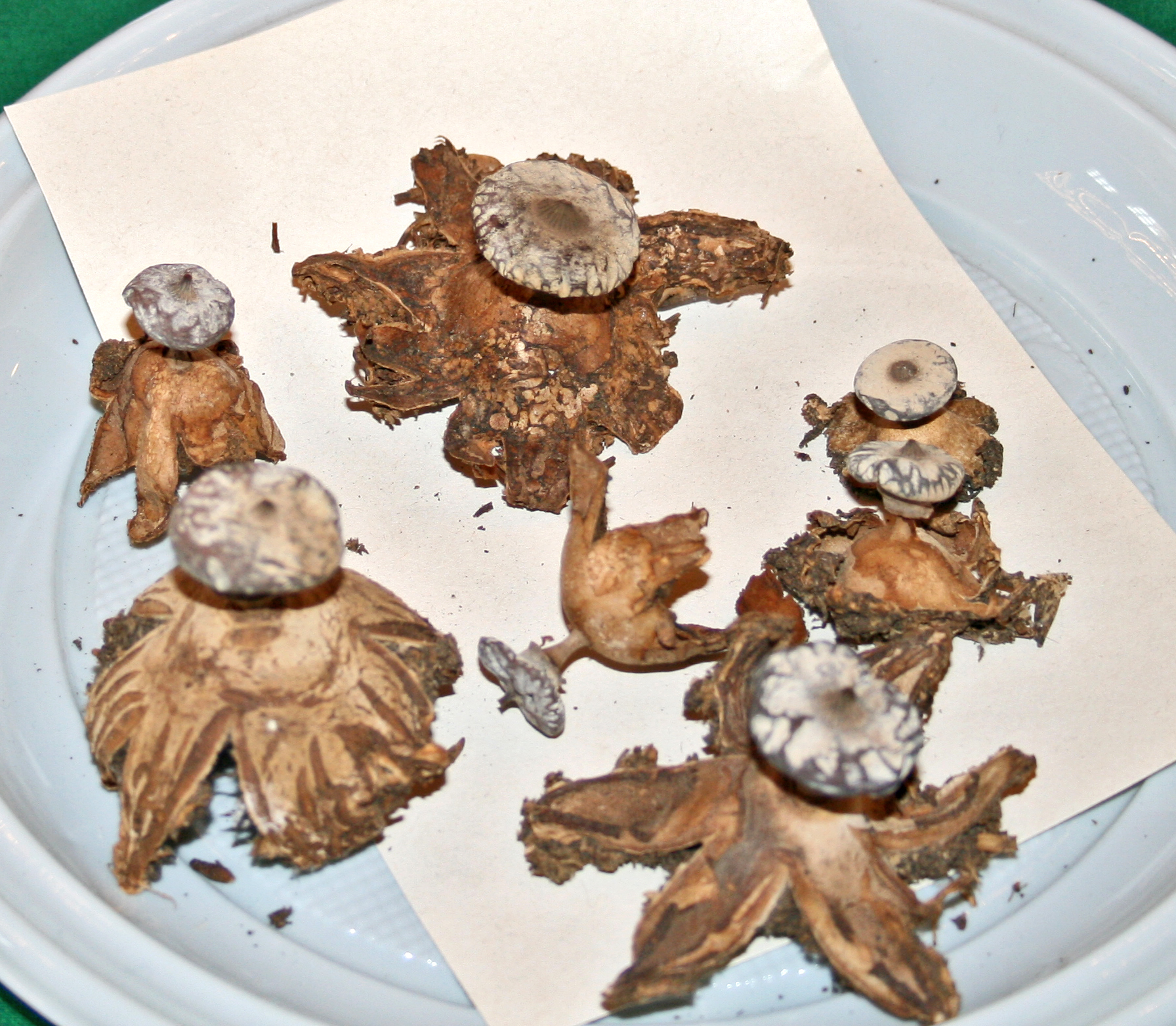
!Geastrum striatum!
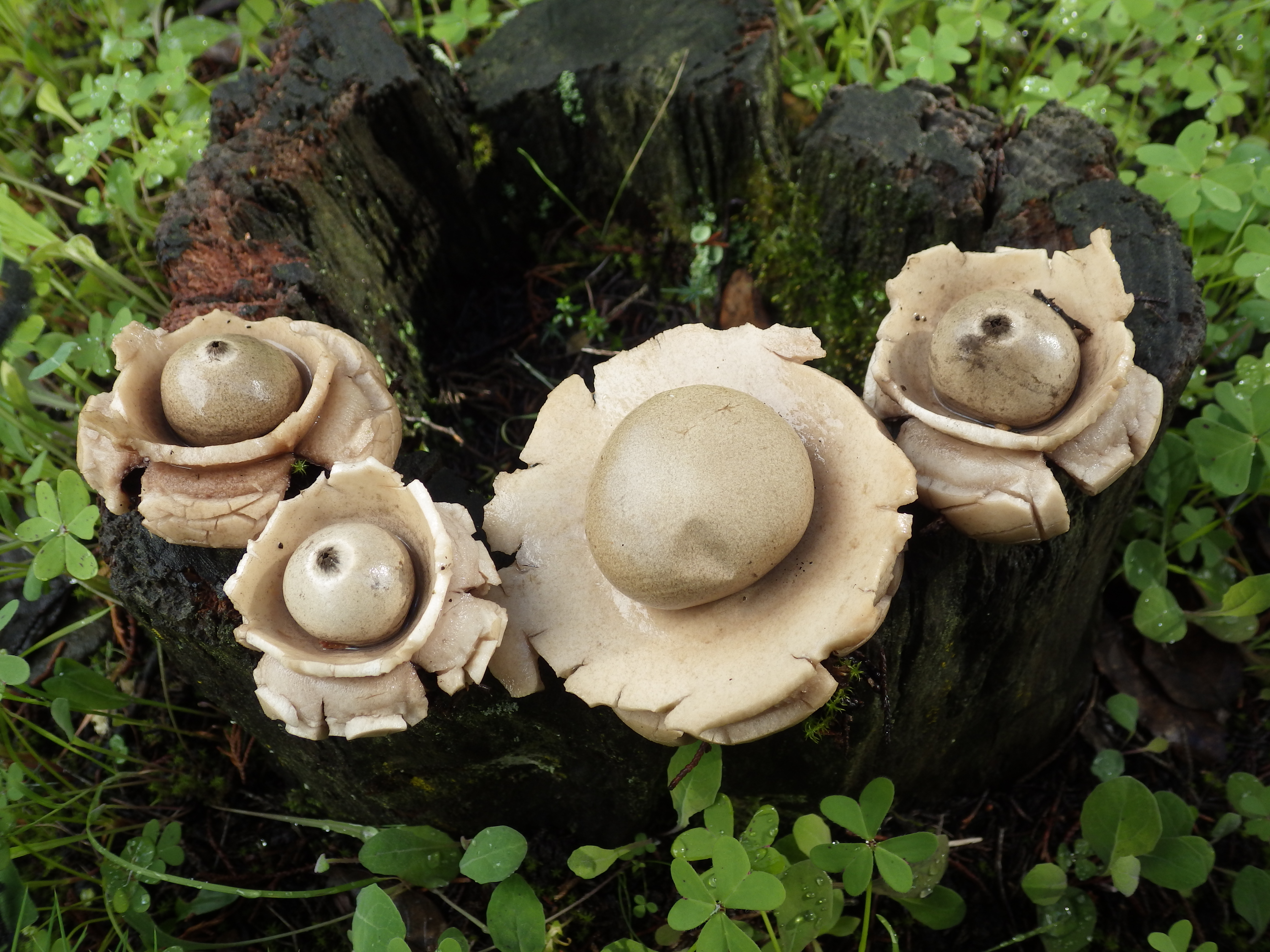
!Geastrum triplex!

## Valorificare
Din cauza cărnii câlțoase și dezvoltării foarte rapide a pulberii, steaua pământului este absolut necomestibilă, dar poate fi privită cu uimire. 